# Erik Backman
Nils Erik Backman, född den 22 juli 1915 i Falun, död den 15 februari 2002 i Stockholm, var en svensk jurist.
Backman avlade studentexamen 1934 och juris kandidatexamen vid Uppsala universitet 1938 samt genomförde tingstjänstgöring i Falu domsaga 1938–1941. Han blev fiskal i Svea hovrätt 1942, tingssekreterare i Falu domsaga samma år, i Västernärkes domsaga 1944, tillförordnad advokatfiskal i Svea hovrätt 1947, extra ordinarie assessor där 1948, tillförordnad tingsdomare i Medelpads östra domsaga 1949, ordinarie assessor i Svea hovrätt samma år och tillförordnad revisionssekreterare 1957. Backman var hovrättsråd i Svea hovrätt 1958–1980. Han blev riddare av Nordstjärneorden 1962.